# Олешнянська сільська рада (Ріпкинський район)
Оле́шнянська сільська́ ра́да — адміністративно-територіальна одиниця та орган місцевого самоврядування в Ріпкинському районі Чернігівської області. Адміністративний центр — село Олешня.

## Загальні відомості
Олешнянська сільська рада утворена у 1922 році.
- Територія ради: 89,874 км²
- Населення ради: 1 742 особи (станом на 2001 рік)

## Населені пункти
Сільській раді підпорядковані населені пункти:
- с. Олешня
- с. Грибова Рудня
- с-ще Заводське
- с. Олександрівка

## Склад ради
Рада складається з 16 депутатів та голови.
- Голова ради: Авраменко Надія Павлівна
- Секретар ради: Сорока Людмила Михайлівна

### Керівний склад попередніх скликань
| Прізвище, ім'я, по батькові | Основні відомості                                                                       | Дата обрання | Дата звільнення |
| --------------------------- | --------------------------------------------------------------------------------------- | ------------ | --------------- |
| Авраменко Надія Павлівна    | Сільський голова, 1951 року народження, освіта середня спеціальна, член Народної партії | 26.03.2006   | 31.10.2010      |
| Авраменко Надія Павлівна    | Сільський голова, 1951 року народження, освіта середня спеціальна, член Народної партії | 31.10.2010   |                 |

Примітка: таблиця складена за даними сайту Верховної Ради України

### Депутати
За результатами місцевих виборів 2010 року депутатами ради стали:

#### За суб'єктами висування
| Суб'єкт висування                 | Кількість обраних депутатів | %    |
| --------------------------------- | --------------------------- | ---- |
| Партія регіонів                   | 11                          | 68,8 |
| Комуністична партія України       | 2                           | 12,5 |
| Політична партія «Сильна Україна» | 2                           | 12,5 |
| Народна партія                    | 1                           | 6,3  |

#### За округами
| № округу                          | Прізвище, ім'я, по батькові     | Дата визнання обраним | Освіта             | Партійна приналежність            | Відомості про обраного депутата                                                       |
| --------------------------------- | ------------------------------- | --------------------- | ------------------ | --------------------------------- | ------------------------------------------------------------------------------------- |
| Комуністична партія України       |                                 |                       |                    |                                   |                                                                                       |
| 4                                 | Ничипоренко Павло Олексійович   | 01.11.2010            | вища               | позапартійний                     | Тов. «Євробуд склокерамік», директор                                                  |
| 16                                | Іллєнко Світлана Анатоліївна    | 01.11.2010            | середня            | член Комуністичної партії України | Київська дирекція залізничних перевезень, провідник — касир приміських електропоїздів |
| Народна Партія                    |                                 |                       |                    |                                   |                                                                                       |
| 2                                 | Тимошенко Жанна Михайлівна      | 01.11.2010            | середня            | позапартійна                      | Комарівське лісництво, культурни ця                                                   |
| Партія регіонів                   |                                 |                       |                    |                                   |                                                                                       |
| 1                                 | Гуленок Олена Юріївна           | 01.11.2010            | середня            | член Партії регіонів              | приватний підприємець                                                                 |
| 3                                 | Денисенко Наталія Леонідівна    | 01.11.2010            | вища               | член Партії регіонів              | загальноосвітня школа с. Олешня, завуч                                                |
| 5                                 | Войтешенко Олександр Григорович | 01.11.2010            | середня            | член Партії регіонів              | Добрянське лісництво, лісник                                                          |
| 6                                 | Власенко Наталія Михайлівна     | 01.11.2010            | вища               | позапартійна                      | загальноосвітня школа с. Олешня, вчитель                                              |
| 7                                 | Шило Зоя Володимирівн           | 01.11.2010            | вища               | член Партії регіонів              | загальноосвітня школа с. Олешня, вчитель                                              |
| 8                                 | Криволап Тетяна Василівна       | 01.11.2010            | вища               | член Партії регіонів              | Південно — західна залізниця, начальник                                               |
| 9                                 | Куліш Петро Григорович          | 01.11.2010            | вища               | член Партії регіонів              | загальноосвітня школа с. Олешня, директор                                             |
| 11                                | Заморська Олена Олександрівна   | 01.11.2010            | вища               | член Партії регіонів              | загальноосвітня школа с. Олешня, вчитель                                              |
| 12                                | Дубина Григорій Михайлович      | 01.11.2010            | вища               | член Партії регіонів              | загальноосвітня школа с. Олешня, вчитель                                              |
| 13                                | Крутило Тетяна Василівна        | 01.11.2010            | вища               | член Партії регіонів              | Відділення зв'язку с. Олешня, листоноша                                               |
| 15                                | Петриченко Сергій Олександрович | 01.11.2010            | середня            | член Партії регіонів              | Олександрів ське лісництво, слюсар                                                    |
| Політична партія «Сильна Україна» |                                 |                       |                    |                                   |                                                                                       |
| 10                                | Сорока Людмила Михайлівна       | 01.11.2010            | вища               | позапартійна                      | Олешнянська сільська рада, секретар                                                   |
| 14                                | Вертейко Олександр Шукурович    | 01.11.2010            | середня спеціальна | позапартійний                     | приватний підприємець, директор                                                       |